# Anouk van Brug
Anouk van Brug (Amsterdam, 14 september 1992) is een Nederlands politica namens de Volkspartij voor Vrijheid en Democratie (VVD). Sinds 16 juli 2024 is zij Europarlementariër.

## Biografie
Van Brug groeide op op een woonboot in Amsterdam. Ze voltooide de middelbare school aan het Hervormd Lyceum Zuid, behaalde de bachelor Internationale Betrekkingen aan de Universiteit van Amsterdam en de master Crisis and security management aan de Universiteit Leiden.
Ze werd actief bij de Jongerenorganisatie Vrijheid en Democratie (JOVD), de politieke jongerenorganisatie die gelieerd is aan de VVD. Ze werd eerst voorzitter van de Amsterdamse afdeling, en later (vanaf 2019) lid van het landelijk bestuur. In maart 2020 zegden haar medebestuursleden het vertrouwen in haar op, waarop Van Brug haar bestuursfunctie heeft neergelegd.
De jaren voorafgaand aan haar lidmaatschap van het Europees Parlement, was ze werkzaam in de ICT bij Capgemini en bij het ministerie van Binnenlandse Zaken.
Bij de Europese verkiezingen van 6 juni 2024 stond Van Brug op de negende plek van de VVD-kandidatenlijst. De VVD behaalde vier zetels, maar dankzij een persoonlijke verkiezingscampagne kreeg zij 31.569 voorkeurstemmen, genoeg om te worden verkozen. Sinds 16 juli dat jaar is zij Europarlementariër. Als Europarlementariër profileert Van Brug zich voornamelijk op het onderwerp cybersecurity.